# Proiettile vagante 2
Proiettile vagante 2 (Balle perdue 2) è un film del 2022, diretto da Guillaume Pierret.
È il sequel del film del 2020 Proiettile vagante e secondo film della trilogia. Nel 2025 esce il seguel Proiettile vagante 3, sempre con Alban Lenoir protagonista e distribuito sulla piattaforma Netflix.

## Trama
Dopo gli eventi del primo film, Lino e Julia prendono il controllo e formano una nuova unità. Lino deciderà di vendicarsi degli assassini che hanno ucciso suo fratello e il suo mentore.

## Distribuzione
Il film è stato distribuito sulla piattaforma Netflix dal 10 novembre 2022.